# Ça passe ou ça casse (album)
Pour les articles homonymes, voir Ça passe ou ça casse.
Albums de Frédéric Lerner
Être libre
(2003) Muzungu (L'homme blanc)
(2014)
Singles
1. Ça passe ou ça casse
Sortie : juillet 2007
2. Plus là
Sortie : 14 janvier 2008
3. Besoin de vous
Sortie : mai 2008
4. Maisha Africa
Sortie : novembre 2008

Ça passe ou ça casse est le troisième album  de Frédéric Lerner, sorti le 30 avril 2007 en France. C'est le premier album intégralement écrit par l'artiste lui-même. Le deuxième single "Plus là" est entré à la 3e place du classement des singles en janvier 2008.

La piste finale est une nouvelle version de "Besoin de vous" (cette fois en solo), que Frédéric avait chantée en duo avec Indra.
"Maisha Africa" est chanté avec l'artiste rwandais Ben Kayiranga.

## Liste des titres
Toutes les paroles sont écrites par Frédéric Lerner, toute la musique est composée par Frédéric Lerner sauf "Plus là" par Francis Maggiulli.
| 1.    | Ça passe ou ça casse                    | 3:10 |
| 2.    | Plus là                                 | 4:01 |
| 3.    | Jusqu'au bout                           | 3:31 |
| 4.    | Sans moi                                | 3:34 |
| 5.    | Si l'amour...                           | 3:44 |
| 6.    | Comme si                                | 3:18 |
| 7.    | Maisha Africa (featuring Ben Kayiranga) | 4:21 |
| 8.    | Le violon pleure                        | 3:27 |
| 9.    | N'importe quoi                          | 3:36 |
| 10.   | Ça fait mal                             | 4:30 |
| 11.   | Besoin de vous                          | 4:03 |
| 41:22 |                                         |      |

## Crédits
| - Laurent Coppola - batterie - Emmanuel Guerrero - accordéon, arrangement des cordes, piano acoustique et piano électrique - André Hampartzoumian - guitare acoustique et guitare électrique - Patrick Hampartzoumian - arrangement des cordes, chœurs, claviers, percussion, piano et programmations - Jean-Marc Haroutiounian - basse - Frédéric Lerner - chanteur, chœurs et guitare acoustique - ouestindezign.com - design - xavibes.com - photographie | Cordes sur Ça passe ou ça casse, Plus là, Maisha Africa, Le violon pleure et Ça fait mal - Hervé Cavelier - violon - Caroline Collombel - violon - Caroline Lasfargues - violon - Florence Veniant - violon, violon solo ("Le violon pleure") - Nathalie Carlucci - alto - Cyril Guignier - alto ("Plus là") - Vanessa Menneret - alto ("Plus là") - Mikaele Gouinguene - violoncelle ("Ça passe ou ça casse", "Maisha Africa", "Le violon pleure" et "Ça fait mal") - Florence Hennequin - violoncelle ("Plus là") |

- Publié par Gunners Publishing
  - "Plus là" publié par Æone Publishing et Gunners Publishing
- Enregistré par Patrick Hampartzoumian à Hauts De Gammes Studio et Studio IPN
- Mixé par Patrick Hampartzoumian au Studio IPN

## Classement et certification
| Classement (2008) | Meilleure position | Certification        |
| ----------------- | ------------------ | -------------------- |
| France (SNEP)     | 30                 | Or [réf. nécessaire] |